# Dalbergia duarensis
Dalbergia duarensis är en ärtväxtart som beskrevs av Krishnamurthy Thothathri. Dalbergia duarensis ingår i släktet Dalbergia, och familjen ärtväxter. Inga underarter finns listade i Catalogue of Life.